# 제러미 수아레스
제러미 수아레스(Jeremy Suarez, 1990년 7월 6일 ~ )는 미국의 배우이다.

## 출연 작품
- 앵그리 비디오 게임 너드 : 더 무비  (2014)
- 잠베지아: 신비한 나무섬의 비밀 (2012)
- 브라더 베어 2 (2006)
- 더 프라우드 패밀리 무비 (2005)
- 팻 알버트 (2004)
- 레이디킬러 (2004)
- 브라더 베어 (2003)
- 보물성 (2002)
- 수잔스 플랜 (1998)
- 킹 오브 더 힐 (1997)
- 제리 맥과이어 (1996)
- 시카고 메디컬 (1994)